# Apazapan
Apazapan es una localidad del estado mexicano de Veracruz. Es cabecera del municipio de Apazapan.

## Demografía
| Censo | Población |
| ----- | --------- |
| 1900  | 729       |
| 1910  | 716       |
| 1921  | 731       |
| 1930  | 823       |
| 1940  | 980       |
| 1950  | 811       |
| 1960  | 859       |
| 1970  | 862       |
| 1980  | 1078      |
| 1990  | 902       |
| 1995  | 770       |
| 2000  | 730       |
| 2005  | 711       |
| 2010  | 686       |
| 2020  | 833       |